# Mišica dvigalka zgornje ustnice
Mišica dvigalka zgornje ustnice (lat. M. levator labii superior) je pasata mišica osrednjega dela obraza. Izvira s spodnjega robu očnice, poteka medialno navzdol in se pripenja v kožo zgornje ustnice. Njena naloga je dvigovanje zgornje ustnice in priležne nosnice. Opravlja podobno funkcijo kot priležna mišica levator labii superior alaeque nasi.